# Vitoria-Gazteiz
Vitoria-Gasteiz (španjolski Vitoria, baskijski Gasteiz) je glavni grad provincije Álava (baskijski: Araba ) te glavni grad španjolske autonomne zajednice Baskije. Drugi je po napučenosti grad u Baskiji, s 226.490 stanovnika (2005.)
Osnovao ga je 1181. godine Santxo VI. Navarski pod imenom Nova Vitoria. Godine 1200. grad je okupirao Alfons VIII. Kastiljski i pripojio ga Kraljevini Kastiliji.

## Naziv
Vitoria-Gasteiz je službeni naziv grada, usprkos krivom mišljenju da je Vitoria toponim kada se govori španjolskim te Gasteiz baskijskim.

Smještaj: 42.51 N, i 2.41 E 

Nadmorska visina: 525 metara

## Šport
Najpoznatija sportska ekipa iz ovog grada je košarkaški klub TAU Ceramica (sadašnja Saski Baskonia). Nogometni drugoligaš je Deportivo Alavés.

## Vanjske poveznice
- http://www.vitoria-gasteiz.org/ (bask.) (šp.) (engl.)
- http://www.britannica.com/eb/article-9075575/Vitoria-Gasteiz (engl.)